# Wilhelm Matthias Naeff
Wilhelm Matthias Naeff ( 19 de Fevereiro de 1802 - 21 de Janeiro de 1881) foi um político da Suíça.
Ele foi eleito para o Conselho Federal suíço em 16 de Novembro de 1848 e terminou o mandato a 1875.
Wilhelm Matthias Naeff foi Presidente da Confederação suíça em 1853.